# Deelnemers UEFA-toernooien Joegoslavië
Deze tabel bevat de deelnemende clubs uit Joegoslavië in de verschillende UEFA-toernooien per seizoen.

## Deelnemers UEFA-toernooien Joegoslavië
NB Klikken op de clubnaam geeft een link naar het Wikipedia-artikel over het betreffende toernooi in het betreffende seizoen.
| Seizoen | Europacup I          | Europacup II       | Jaarbeursstedenbeker                  | Jaarbeursstedenbeker            |
| ------- | -------------------- | ------------------ | ------------------------------------- | ------------------------------- |
| 1955-56 | Partizan Belgrado    |                    | Zagreb XI                             |                                 |
| 1956-57 | Rode Ster Belgrado   |                    |                                       |                                 |
| 1957-58 | Rode Ster Belgrado   |                    |                                       |                                 |
| 1958-59 | Dinamo Zagreb        |                    | Zagreb XI                             | Belgrado XI                     |
| 1959-60 | Rode Ster Belgrado   |                    |                                       |                                 |
| 1960-61 | Rode Ster Belgrado   | Dinamo Zagreb      | Zagreb XI                             | Belgrado XI                     |
| 1961-62 | Partizan Belgrado    | Vardar Skopje      | Dinamo Zagreb Novi Sad XI             | Rode Ster Belgrado              |
| 1962-63 | Partizan Belgrado    | OFK Belgrado       | Dinamo Zagreb Vojvodina Novi Sad      | Rode Ster Belgrado              |
| 1963-64 | Partizan Belgrado    | Dinamo Zagreb      | Tresnjevka Zagreb                     | OFK Belgrado                    |
| 1964-65 | Rode Ster Belgrado   | Dinamo Zagreb      | NK Zagreb Vojvodina Novi Sad          | OFK Belgrado                    |
| 1965-66 | Partizan Belgrado    | Dinamo Zagreb      | NK Zagreb                             | Rode Ster Belgrado              |
| 1966-67 | Vojvodina Novi Sad   | OFK Belgrado       | Dinamo Zagreb Olimpija Ljubljana      | Rode Ster Belgrado              |
| 1967-68 | FK Sarajevo          | Hajduk Split       | Dinamo Zagreb Vojvodina Novi Sad      | Partizan Belgrado               |
| 1968-69 | Rode Ster Belgrado   | FK Bor             | Dinamo Zagreb Vojvodina Novi Sad      | OFK Belgrado Olimpija Ljubljana |
| 1969-70 | Rode Ster Belgrado   | Dinamo Zagreb      | NK Zagreb Vojvodina Novi Sad          | Partizan Belgrado               |
| 1970-71 | Rode Ster Belgrado   | Olimpija Ljubljana | Dinamo Zagreb Zeljeznicar Sarajevo    | Partizan Belgrado Hajduk Split  |
| Seizoen | Europacup I          | Europacup II       | UEFA Cup                              | UEFA Cup                        |
| 1971-72 | Hajduk Split         | Rode Ster Belgrado | Dinamo Zagreb Zeljeznicar Sarajevo    | OFK Belgrado                    |
| 1972-73 | Zeljeznicar Sarajevo | Hajduk Split       | Rode Ster Belgrado Vojvodina Novi Sad | OFK Belgrado                    |
| 1973-74 | Rode Ster Belgrado   | Dinamo Zagreb      | Velez Mostar                          | OFK Belgrado                    |
| 1974-75 | Hajduk Split         | Rode Ster Belgrado | Velez Mostar                          | Partizan Belgrado               |
| 1975-76 | Hajduk Split         | Borac Banja Luka   | Rode Ster Belgrado                    | Vojvodina Novi Sad              |
| 1976-77 | Partizan Belgrado    | Hajduk Split       | Rode Ster Belgrado                    | Dinamo Zagreb                   |
| 1977-78 | Rode Ster Belgrado   | Hajduk Split       | Sloboda Tuzla                         | Dinamo Zagreb                   |
| 1978-79 | Partizan Belgrado    | NK Rijeka          | Rode Ster Belgrado                    | Hajduk Split                    |
| 1979-80 | Hajduk Split         | NK Rijeka          | Rode Ster Belgrado                    | Dinamo Zagreb                   |
| 1980-81 | Rode Ster Belgrado   | Dinamo Zagreb      | FK Sarajevo Napredak Krusevac         | Radnicki Nis                    |
| 1981-82 | Rode Ster Belgrado   | Velez Mostar       | Hajduk Split                          | Radnicki Nis                    |
| 1982-83 | Dinamo Zagreb        | Rode Ster Belgrado | Hajduk Split                          | FK Sarajevo                     |
| 1983-84 | Partizan Belgrado    | Dinamo Zagreb      | Hajduk Split Rode Ster Belgrado       | Radnicki Nis                    |
| 1984-85 | Rode Ster Belgrado   | Hajduk Split       | Partizan Belgrado NK Rijeka           | Zeljeznicar Sarajevo            |
| 1985-86 | FK Sarajevo          | Rode Ster Belgrado | Partizan Belgrado Vardar Skopje       | Hajduk Split                    |
| 1986-87 | Rode Ster Belgrado   | Velez Mostar       | Partizan Belgrado NK Rijeka           | Hajduk Split                    |
| 1987-88 | Vardar Skopje        | Hajduk Split       | Partizan Belgrado Rode Ster Belgrado  | Velez Mostar                    |
| 1988-89 | Rode Ster Belgrado   | Borac Banja Luka   | Partizan Belgrado Dinamo Zagreb       | Velez Mostar                    |
| 1989-90 | Vojvodina Novi Sad   | Partizan Belgrado  | Rode Ster Belgrado Dinamo Zagreb      | RAD Belgrado                    |
| 1990-91 | Rode Ster Belgrado   |                    | Dinamo Zagreb                         | Partizan Belgrado               |
| 1991-92 | Rode Ster Belgrado   | Hajduk Split       | HASK Gradanski Zagreb                 | Partizan Belgrado               |